# 孔门十哲
孔門十哲，又稱作四科十哲。其指中國儒家学派早期的十位学者，皆是孔子弟子，分為「德行」、「言語」、「政事」、「文學」四類別（科）。
- 德行：顏淵、閔子騫、冉伯牛、仲弓。
- 言語：宰我、子貢。
- 政事：冉求、子路。
- 文學：子游、子夏。

## 十哲
十哲是根據《論語·先進》一章中十大弟子而得名：“從我於陳、蔡者，皆不及門也。德行：顏淵、閔子騫、冉伯牛、仲弓。言語：宰我、子貢。政事：冉有、季路。文學：子游、子夏。”開元八年（720年），塑孔門四科高弟十人坐像於孔廟，配享先聖，曰十哲。曾參以孝聞名，特塑曾子像坐于十哲之次。
- 德行
  - 顏淵，即顏回，字子渊，追赠兖公，唐玄宗赞：“杏坛槐市，儒术三千。回也亚圣，某也称贤。四科之首，百行之先。秀而不实，得恸焉。”
  - 閔子騫，即閔损，字子騫，追赠费侯，源乾曜赞：“惟颜亚圣，惟闵比德。让宰善辞，安亲顺色。动静无间，中正是则。非经即礼，至孝之极。”
  - 冉伯牛，即冉耕，字伯牛，追赠郓侯，姚崇赞：“ 颛门隶业，入室推贤。名惟科首，行则士先。是为上足，宁同及肩。亡之命矣，怀之喟然。”
  - 仲弓，即冉雍，字仲弓，追赠薛侯，张嘉贞赞：“诸侯为邦，雍也可使。道在于政，政期于理。用刑者何，居敬则已。况礼况德，闻之夫子。”

- 言語 
  - 宰我，即宰予，字子我，追赠齐侯，元行冲赞：“临淄辩〇，学以致禄。惩彼不勤，见嗤朽木。激兹忠孝，贻毁新糓。政事登科，而不庇族。”
  - 子贡，端木赐，字子贡，追赠黎侯，韦抗赞：“闻一知二，〇〇〇〇。计就吴灭，言行鲁兴。……”

- 政事
  - 冉求，冉求，字子有，追赠徐侯，宋璟赞：“文之礼乐，适可成人。目以政事，方为具臣。岂才不足，宁道斯屯。其谓国老，眇然清尘。”
  - 季路，名仲由，即子路，追赠卫侯，陆馀庆赞：“伟哉英士，既列且忠。宿言无诺，獘〇〇〇。〇〇〇〇，〇山气雄。燔台〇〇，〇〇〇〇。”

- 文學
  - 子游，言偃，字子游，追赠吴侯，卢从愿赞：“文学高士，弦歌政声。动则不径，虑乃先〇。立言宏远，执礼专精。升堂入室，凛凛犹生。”
  - 子夏，卜商，字子夏，追赠魏侯，裴灌赞：“孔门好学，文章粲然。言诗属传，师圣齐贤。德不喻法，人何怨天。见疑夫子，离群久焉。”

## 十哲之外
- 孝行
  - 曾参，字子舆，追赠成伯，苏颋赞：“百行之极，三才以教。圣人叙经，曾氏知孝。全谓手足，动称容貌。事亲事君，是则是效。”

## 外部連結
- 孔門四科十哲 （页面存档备份，存于） （《中華百科全書》）